# Willowbrook (Kalifornia)
Willowbrook statisztikai település az USA Kalifornia államában, Los Angeles megyében. Lakosainak száma 24 295 fő (2020. április 1.).

## Népesség
A település népességének változása:

| 2010 | 35 983 |
| 2020 | 24 295 |